# 呂号第四十九潜水艦
|          |                                                                         |
| 艦歴     |                                                                         |
| 計画     | 昭和17年度計画（マル急計画）                                            |
| 起工     | 1942年11月16日                                                          |
| 進水     | 1943年8月3日                                                            |
| 就役     | 1944年5月19日                                                           |
| その後   | 1945年3月25日敵情報告後に消息不明                                       |
| 亡失認定 | 1945年4月15日                                                           |
| 除籍     | 1945年5月25日                                                           |
| 性能諸元 |                                                                         |
| 排水量   | 基準：960トン 常備：1,109トン 水中：1,447トン                           |
| 全長     | 80.50m                                                                  |
| 全幅     | 7.05m                                                                   |
| 吃水     | 4.07m                                                                   |
| 機関     | 艦本式22号10型ディーゼル2基 電動機、2軸 水上：4,200馬力 水中：1,200馬力 |
| 電池     | 1号15型240コ                                                            |
| 速力     | 水上：19.8kt 水中：8.0kt                                                |
| 航続距離 | 水上：16ktで5,000海里 水中：5ktで45海里                                 |
| 燃料     | 重油                                                                    |
| 乗員     | 61名                                                                    |
| 兵装     | 40口径8cm高角砲1門 25mm機銃連装1基2挺 53cm魚雷発射管 艦首4門 魚雷10本   |
| 備考     | 安全潜航深度：80m                                                       |

呂号第四十九潜水艦（ろごうだいよんじゅうきゅうせんすいかん）は、日本海軍の潜水艦。呂三十五型潜水艦（中型）の15番艦。

## 艦歴
1942年（昭和17年）の昭和17年度計画（マル急計画）により、1942年11月16日、三井玉野造船所で起工。1943年（昭和18年）8月3日進水。1944年（昭和19年）5月19日に竣工し、二等潜水艦に類別。同日、舞鶴鎮守府籍となり、呉鎮守府呉潜水戦隊第33潜水隊に編入された。
7月、呂49は伊157と共に13号電探を搭載し試験を行った。8月15日、訓練部隊である第六艦隊第11潜水戦隊に編入。
1944年11月10日、第34潜水隊に編入。
16日、呂49は呉を出港し、ルソン島東方沖に進出。28日、荒天で聴音機が故障したため、哨戒を中止。12月7日、呉に到着。
1945年（昭和20年）1月1日、呂49は呉を出港し、フィリピン東方沖に進出。4日、ルソン島西方沖に移動するよう命ぜられる。12日、イバ西北西55浬地点付近で多数の護衛がついた米護衛空母2、米戦艦3を発見。雷撃の結果アイダボ級戦艦1隻を撃沈したと報告したが、連合軍側に該当する艦船はない。2月1日、呉に到着。
3月16日、呂49は呉を出港し、同日佐伯に到着。18日、佐伯を出港し南西諸島南東沖に進出。同年3月25日、沖縄方面で状況を報告したのを最後に消息不明。
アメリカ側記録では、26日午前、呂49は米第54任務部隊を発見。0932、米重巡洋艦ウィチタ(USS Wichita, CA-45)が右舷に潜望鏡を発見。呂49は魚雷を発射したが、ウィチタは右転舵によりこれを回避した。また、米軽巡洋艦セントルイス(USS St. Louis, CL-49)も魚雷の航跡を発見したが、命中しなかった。呂49は爆雷攻撃を受けるが、回避に成功して離脱した。それ以降、アメリカ側記録には呂49と思われる記録がなく、艦長の郷康夫大尉以下乗員79名全員行方不明(戦死認定)。
4月15日、沖縄方面で亡失と認定され、5月25日に除籍された。

## 歴代艦長

### 艤装員長
- 不詳

### 艦長
- 普門正三 大尉：1944年5月19日 - 8月5日[5]
- 菅昌徹昭 大尉：1944年8月5日 - 1945年2月5日[5]
- 郷康夫 大尉：1945年2月5日 - 4月15日戦死認定[1][5]